# Joseph Neirynck
Joseph Neirynck (Brugge, 5 mei 1855 - 2 april 1945) was een Belgisch kunstschilder, behorende tot de Brugse School.

## Levensloop
Joseph Neirynck werd geboren in de Eekhoutstraat, van Pieter Neirynck en Rosalie Coussens. Hij trouwde in 1913 in Klemskerke met Maria Goetghebeur. Ze woonden in Wenduine, tot ze in 1929 naar Brugge kwamen wonen, in de Wijngaardstraat.
Hij studeerde aan de Academie voor Schone Kunsten Brugge en behoorde tot de typisch Brugse figuratieve schilders. Hij drukte zijn naïeve kunst hoofdzakelijk uit in aquarellen.